# Vallée-de-Ronsard
Mondongo es una comuna nueva francesa situada en el departamento de Loir y Cher, de la región de Centro-Valle del Loira.

## Historia
Fue creada el 1 de enero de 2019, en aplicación de una resolución del prefecto de Loir y Cher de 29 de noviembre de 2018 con la unión de las comunas de Couture-sur-Loir y Tréhet, pasando a estar el ayuntamiento en la antigua comuna de Couture-sur-Loir.

## Demografía
Según los datos aportados en la resolución del prefecto de Loir y Cher, la comuna se crea con 532 habitantes.

## Composición
| Comuna fusionada | Código INSEE | Población (2016) | Superficie (km²) | Densidad (hab./km²) |
| ---------------- | ------------ | ---------------- | ---------------- | ------------------- |
| Couture-sur-Loir | 41070        | 413              | 14.3             | 29                  |
| Tréhet           | 41263        | 112              | 5.65             | 20                  |